# Sintesi dell'ammoniaca
La sintesi dell'ammoniaca avviene in tutto il mondo dalla prima metà del XX secolo, principalmente in impianti di produzione su larga scala.
A causa dei suoi molti usi, infatti,  l'ammoniaca è uno dei composti chimici inorganici più prodotti.

Nel 2021 la produzione mondiale di ammoniaca è stata di 183 000 000 tonnellate.
La Cina produce il 28,4% dell'ammoniaca mondiale, l'India l'8,6%, la Russia l'8,4%, gli Stati Uniti l'8,2%. 
Più dell'80% dell'ammoniaca prodotta viene utilizzata per la produzione di fertilizzanti, la parte rimanente trova impiego nella produzione di plastiche, fibre sintetiche, esplosivi, farmaci, solventi e fluidi refrigeranti.

## Storia
Prima degli anni 1920, la maggior parte dell'ammoniaca veniva prodotta per distillazione secca di prodotti vegetali o animali; per riduzione di acido nitrico e nitriti con idrogeno; e per decomposizione dei sali di ammonio con idrossidi alcalini o con ossido di calcio.
Il processo Haber per la produzione di ammoniaca da azoto e idrogeno fu brevettato nel 1908 da Fritz Haber. Nel 1910 Carl Bosch, che lavorava per la BASF, commercializzò il processo, noto come "processo Bosch-Haber". Durante la prima guerra mondiale fu usato su scala industriale per la prima volta.

## Impianti di produzione moderni
L'ammoniaca viene oggi prodotta a partire da azoto e idrogeno. Il principale processo è il processo Haber-Bosch, ma esistono anche processi alternativi (Fauser, Casale, Claude, NEC, Mont-Cenis, ecc.) che differiscono per la pressione a cui si fa avvenire la reazione e quindi nell'apparecchio di sintesi.
L'idrogeno si ricava dal syngas o per separazione dai gas di cokeria, l'azoto viene prodotto per frazionamento dell'aria con il processo Linde o con il processo Claude. 
Nel caso di syngas prodotti con reazione di reforming con vapore, l'N2 è già presente nella miscela perché il reforming secondario viene fatto con aria e non con O2 puro.

### Separazione di H2dai gas di cokeria
Il gas di cokeria viene preliminarmente purificato da catrame, naftalina, benzene, NH3, HCN, H2S, CO2, H2O e composti solforati. A questo punto la sua composizione media è approssimativamente: H2 60%, CH4 35%, tracce di N2, CO, etilene, propilene, propano.
I componenti si separano per condensazione frazionata e successivo lavaggio con azoto liquido. La miscela gassosa è preraffreddata da gas di riciclo e un ciclo ad ammoniaca a -50 °C. Con una serie di scambiatori:
1. -100 °C, condensano: idrocarburi leggeri;
2. -145 °C, condensano: etilene, idrocarburi pesanti e un po' di CH4;
3. -180 °C, condensano: CH4, etilene;
4. -185 °C, (condensatore di metano), condensano: CH4.

Per il terzo condensatore si usa N2 (-50 °C, 230 atm, viene espanso a pressione atmosferica e liquefatto) come fonte di freddo. L'etilene e il metano condensati vengono usate come fonte di freddo per raffreddare l'N2 entrante. L'abbassamento della temperatura non si può fare con l'espansione perché la miscela è ricca di H2 che ha coefficiente di Joule-Thomson positivo solo a bassa temperatura.
Dopo la condensazione frazionata, la miscela è costituita da H2, CO e tracce di CH4. Viene inviata in controcorrente ad azoto liquido (-185 °C, 20 atm) in una colonna a piatti. In coda si ottiene CO, N2 e CH4 (tracce); in testa si ottiene H2 85-95%, N2 5-15%.

### Sintesi del syngas
Il syngas si può produrre con il processo autotermico o con il processo di reforming. Dopo di che segue la reazione di spostamento del gas d'acqua e la fase di purificazione.

#### Processo autotermico
Il processo autotermico sfrutta idrocarburi gassosi o liquidi leggeri e si basa sulla reazione:
CH4 + 3/2 O2 → CO + 2 H2O
La reazione viene condotta a 500 °C ed è necessaria una buona miscelazione dei reagenti per limitare la formazione di nero fumo. Terminata la reazione si raffreddano i gas velocemente per evitare cambiamenti nell'equilibrio, con acqua.
Aumentando la pressione diminuisce la resa, ma ad alte temperature la resa è indipendente dalla pressione. Si opera a 30-40 atmosfere sia per ridurre i volumi sia perché nei passaggi successivi è necessario lavorare sotto pressione e, dal momento che in questa reazione si ha aumento del numero di moli, è conveniente effettuare la compressione prima di far incominciare la reazione.
Il tenore di metano rimasto deve essere molto basso (< 0,3%) perché nella fase di sintesi dell'ammoniaca i gas vengono riciclati e si ha accumulo; se la concentrazione fosse troppo elevata, si rischierebbero esplosioni. Per controllare il tenore di gas inerti si utilizza una corrente di spurgo per eliminare l'eccesso di metano che non prende parte alla reazione.

#### Processo di reforming
Il processo di reforming è un'alternativa al processo autotermico per la produzione di syngas. Prima di effettuare il processo bisogna purificare gli idrocarburi dai composti solforati il più possibile.
La reazione si compone di due fasi: reforming primario e reforming secondario.
Reforming primario
CH4 + H2O → CO + 3 H2
Reforming secondario
CH4 + O2 → CO2 + H2O
2 H2 + O2 → 2 H2O
CH4 + H2O → CO + 3 H2
CH4 + CO2 → 2 CO + 2 H2

### Produzione di H2dal syngas
Una volta ottenuto il syngas (miscela CO/H2 con impurezze) è necessario purificare H2 per la sintesi dell'ammoniaca.

#### Spostamento del gas d'acqua
Il CO prodotto deve essere convertito in CO2 e H2:
CO + H2O → CO2 + H2
La reazione viene catalizzata da Fe2O3-Cr2O3 o altri metalli di transizione.

#### Purificazione
A questo punto la miscela di gas deve essere purificata quanto più possibile dalle impurezze che avvelenano i catalizzatori della fase successiva: CO2, CO e composti solforati (gli idrocarburi contengono impurezze di composti solforati e nel processo autotermico si sviluppano COS, mercaptani leggeri e tiofene).

##### Eliminazione della CO2
La CO2 può essere eliminata con vari metodi:
- Lavaggio con acqua: si ha una colonna di lavaggio in cui l'acqua entra dall'alto e i gas dal basso seguita da una colonna di degassaggio per rimuovere la CO2 dall'acqua. Gli svantaggi sono: necessità di grandi volumi di acqua, rimozione incompleta della CO2 e perdite di H2.
- Lavaggio alcalino: l'impianto è simile al precedente; non può essere impiegata ammoniaca perché ha una tensione di vapore troppo alta, si può usare NaOH che però forma Na2CO3 non facilmente decomponibile o lo stesso Na2CO3 che forma NaHCO3, che è comunque poco solubile. La soluzione migliore è l'utilizzo di K2CO3 che forma KHCO3, più solubile. La reazione tra K2CO3 e CO2 è esotermica. Il lavaggio viene effettuato a 115 °C per aumentare la solubilità di KHCO3, le acque di lavaggio vengono degassate per espansione e successivamente raffreddate a 80 °C e inviate in testa alla colonna di lavaggio. Il raffreddamento avviene mediante scambio di calore tra le acque in uscita e quelle in entrata tramite scambiatori di calore.
- Processo Giammarco-Vetrocoke: si fa il lavaggio con soluzione di KCO2CO3 addizionata di composti organici e inorganici, come ad esempio As2O3. Queste soluzioni si rigenerano più facilmente e a temperatura più bassa.
- Lavaggio con etanolammine: il lavaggio si fa con soluzioni al 20-30 % di etanolammine. Operando a concentrazioni maggiori, dato che la reazione con l'CO2 è esotermica, si avrebbe un eccessivo aumento della temperatura con conseguente aumento della tensione di vapore dell'CO2 e quindi una peggiore efficienza del processo. Si possono usare monoetanolammina (MEA), dietanolammina (DEA) o trietanolammina (TEA). La trietanolammina è poco reattiva, la dietanolammina ha una tensione di vapore relativamente alta e reagisce irreversibilmente con COS. La soluzione è inviata in testa alla colonna di lavaggio, dal basso entrano i gas, la soluzione reagita è rimossa e inviata ad una colonna di stripping dove viene rimossa la CO2 con vapore. La CO2 estratta può subire eventualmente lavaggi per il recupero dell'etanolammina. La soluzione è purificata in una colonna di stripping e rinviata alla colonna nella quale torna dopo lo scambio di calore con la soluzione in uscita.

##### Eliminazione dell'H2S
Per eliminare l'H2S vanno bene i metodi descritti per l'eliminazione della CO2 o si può impiegare il processo con glicol-ammina.
- Processo con glicol-ammina: il processo è più efficiente e grazie al glicol si ha disidratazione del gas. Si possono usare glicol dietilenico o glicol trietilenico. Si fa un primo lavaggio con una soluzione di glicol e monoetanolammina a bassa concentrazione, dopo di che i vapori ottenuti sono inviati al lavaggio principale con una soluzione a concentrazione maggiore. Infine si fa un ultimo lavaggio una soluzione di glicol povera in ammina e in acqua per rimuovere le ultime tracce di H2S e CO2 e ottenere la massima disidratazione e la minima perdita di ammina.

##### Eliminazione dei composti solforati
- Conversione catalitica: si promuovono le reazioni:

CS2 + 2 H2 → C + 2 H2S
COS + 2 H2 → CO + H2S
RCH2SH + H2 → RCH3 + H2S
C3H4S + 4 H2O → C4H10 + H2S
CS2 + 2 H2O → CO2 + H2S
COS + H2O → CO2 + H2S
Si ottengono buone rese a 300 °C. I catalizzatori utilizzati sono:
- Fe2O3: promuove sia le reazioni di idrogenazione che di idrolisi in ugual maniera se la reazione di spostamento del gas d'acqua è andata avanti fino all'equilibrio, altrimenti promuove maggiormente l'idrogenazione;
- Cr2O3•Al2O3: utile per la rimozione di COS e CS2, promuove l'idrolisi ma non la conversione del CO, opera a 315 °C;
- CuO-Cr2O3-Al2O3: è più attivo del precedente, opera intorno a 270 °C;
- Ossidi di cobalto e molibdeno: utili per la rimozione di COS e mercaptani.

- Processo al sulfinolo: si fa un lavaggio con una soluzione di sulfolano e isopropilammina.

Per eliminare il tiofene i metodi riportati non bastano, si deve usare carbone attivo, ma è costoso.

##### Eliminazione del CO
- Lavaggio con soluzioni cuproammoniacali: si fa avvenire la seguente reazione:

[Cu(NH3)]+ + CO + NH3 → [Cu(NH3)CO]+
Si introduce anche un ossidante, ad esempio l'ossigeno per riossidare il Cu passato da Cu+ a Cu2+ che potrebbe spostare l'equilibrio della reazione.
- Metanazione: si fa avvenire la reazione inversa allo spostamento del gas d'acqua:

CO + 3 H2 → CH4 + H2O
Si usano catalizzatori a base di Fe e Ni, si lavora sotto pressione, la reazione è favorita. Lo svantaggio è che c'è consumo di H2.
- Lavaggio con azoto liquido: N2 ha la temperatura di ebollizione inferiore a quella del CO di qualche grado e non sono presenti gas con temperatura di ebollizione intermedia. L'uso di azoto liquido consente di purificare il gas da CO, O2, CH4.

### Produzione dell'azoto
L'azoto viene prodotto per rettifica dell'aria liquida. L'aria liquida è prodotta con il processo Linde o con il processo Claude e rettificata.

### Processo Haber
Il processo Haber consente di produrre l'ammoniaca a partire da N2 e H2 in giusta proporzione.
{\displaystyle {\ce {N2 + 3 H2 -> 2NH3}}}
La reazione è catalizzata da osmio, uranio e ferro. Normalmente oggi si usa il catalizzatore a base di ferro, prodotto a partire da Fe3O2, Al2O3 e K2O. L'Al2O3 e il K2O servono da fondenti; il K2O diminuisce l'acidità del catalizzatore. La miscela viene fusa in forno ad arco elettrico e macinata a granulometria di 5 mm.
Il catalizzatore risultante deve essere ridotto. Vengono prodotti catalizzatori preridotti o parzialmente preridotti, subito utilizzabili, altrimenti deve essere ridotto dalla miscela di sintesi prima di cominciare a funzionare.
Fe3O4 + 4 H2 → 3 Fe + 4 H2O
La miscela di reazione dopo il processo viene rimessa in ciclo per far reagire la frazione di N2 e H2 non reagita, dopo aver separato l'NH3.
La separazione avviene dopo aver raffreddato la miscela gassosa prima con acqua, poi in uno scambiatore di calore che incontra i gas di riciclo già raffreddati, che stanno rientrando in ciclo, e infine con un ultimo scambiatore di calore ad NH3 liquida (prelevata dalla produzione). Durante questi raffreddamenti l'NH3 condensa e viene inviata in un separatore per essere raccolta.

### Altri processi produttivi
| Processo    | Temperatura (°C) | Pressione (atm) | Catalizzatore | Durata del catalizzatore | Note           |
| ----------- | ---------------- | --------------- | ------------- | ------------------------ | -------------- |
| Haber-Bosch | 500              | 200-250         | Fe-Al2O3-2O   | 2-5 anni                 |                |
| Claude      | 500-650          | 900-1000        | Fe-Al2O3-2O   | 60-80 giorni             |                |
| Fauser      | 400-500          | 300             | Fe-Al2O3-2O   | anni                     | produce vapore |
| Casale      | 450-550          | 600-700         | Fe-Al2O3-2O   | anni                     | produce vapore |